# A Little Bit Longer
A Little Bit Longer är det tredje studioalbumet av Jonas Brothers. Skivan släpptes den 12 augusti 2008 i USA och skivan fanns tillgänglig för övriga världen också. Skivan såldes i 525 000 exemplar första veckan och har nu idag sålts i över 700 000 exemplar. 

## Tracklista
1. BB Good — 2:56
2. Burnin' Up (featuring Big Rob) — 2:54
3. Shelf — 3:48
4. One Man Show — 3:08
5. Lovebug — 3:40
6. Tonight — 3:29
7. Can't Have You — 4:28
8. Video Girl — 2:53
9. Pushin' Me Away — 3:03
10. Sorry — 3:12
11. Got Me Going Crazy — 2:35
12. A Little Bit Longer — 3:25
13. When You Look Me In The Eyes &mash; 4:09

## CD-singlar
- Burnin' Up
- Lovebug
- Tonight